# Berengario di Namur
Berengario (verso la fine IX secolo – circa metà X secolo) è stato un nobile francese, fu il secondo conte del Pagus Lommensis (futura contea di Namur) e primo conte di Namur dal 907 circa, alla sua morte.

## Origine
Di Berengario, nobile Carolingio, non si conoscono gli ascendenti. Secondo alcuni era un discendente degli Unrochingi, che avevano importanti possedimenti nell'odierna Francia, tra la Senna ed il Belgio.

## Biografia
Di Berengario si hanno poche notizie.
Due documenti del Zwentiboldi et Lugovici infantis Diplomata riportano le citazione del Re dei Franchi orientali, il carolingio, Ludovico IV (Hludouucus divina favente clementia rex), nel 907, e (Hludouucus divina ordinante gratia rex), nel 908; e in ambedue i documenti Berengario viene citato come conte del Pagus Lommensis:
- documento n° 55 riporta in pago Lominse in comitatu Perengarii[1].
- documento n° 57 riporta in pago ac in comitatu Lummensi constitutam, cuius nunc adest comes Perengarius[2].

Nel 916, il Re dei Franchi Occidentali, Carlo III il Semplice (Karolus divina propitiante clementia rex) cita Berengario come suo fedele vassallo (fidelium nostrorum…, beringarius comites,…), quando insieme si recarono a restaurare l'Abbazia di Prüm.
Il 2 giugno 1919, Berengario viene citato per la prima volta come conte di Namur, come riporta lo storico e archivista belga, Félix Rousseau, nel suo Actes des Comtes de Namur de la première race. ... 946-1196 (non consultato).
Nel 924, secondo i Flodoardi Annales del Monumenta Germanica Historica, Scriptores, tomus III, Berengario fece prigioniero suo cognato, il futuro duca di Lotaringia, il conte di Maasgau, Gilberto che fu liberato per l'intervento del fratello, il Conte di Hainaut, Reginardo.
Nella Vita Gerardi Abbatis Broniensis del Monumenta Germanica Historica, Scriptores, Tomus XV. Pars II, Berengario viene citato come conte di Namur (comes Berengarius Nammucensi castro praesidebat).
Di Berengario non si conosce la data esatta della morte.

## Discendenza
Secondo i Flodoardi Annales, Berengario aveva sposato la figlia del Conte di Hainaut e Duca di Lotaringia, Reginardo.
Berengario dalla moglie non risulta che avesse avuto figli. Però secondo le Europäische Stammtafeln (non consultate), libro VII, capitolo 68, era il padre di: 
- Roberto; che, anche secondo la Vita Gerardi Abbatis Broniensis del Monumenta Germanica Historica, Scriptores, Tomus XV. Pars II, era parente di Berengario, che quando viene citato come conte di Namur, afferma che la sua progenie mantenne quel feudo (comes Berengarius Nammucensi castro praesidebat, cuius stirpis posteritas ibidem hactenus perstat)[8].

### Fonti primarie
- (LA)  Monumenta Germaniae Historica, Diplomata Regum Germaniae ex stirpe Karolinorum, Tomus IV, Zwentiboldi et Lugovici infantis Diplomata
- (LA)  Monumenta Germaniae Historica, Scriptorum, Tomus III
- (LA)  Monumenta Germaniae Historica, Scriptorum, Tomus XV. Pars II
- (LA)  Urkundenbuch zur Geschichte der, jetzt die Preussischen Regierungsbezirke Coblenz und Trier bildenden Mittelrheinischen Territorien (Coblenz), Vol. I